# Похоронне бюро
Похоронне бюро — компанія, що надає комплекс послуг з підготовки та поховання небіжчиків. Часто може включати також організацію церемонії прощання та інших супутіх послуг.  

## Україна
Сфера ритуальних послуг регулюється у ст. 2 Закону України № 1102-IV від 10.07.2003 року «Про поховання та похоронну справу» (зі змінами № 1194-VII від 09.04.2014 року).
У 2014 році в Україні діяли 2200 підприємств ритуального обслуговування, з яких 559 похоронних бюро, які здійснили 490 тисяч поховань, що склало 77% від загальної кількості померлих.

## Послуги
Як правило, рідні та близькі померлого звертаються по допомогу фахівців з похоронного бюро тому, що у сім'ї, що зазнала втрату, зазвичай немає навичок, знань або сил для виконання усіх формальностей.
Число послуг, залежить від того, чи є власний морг чи ні. Якщо немає, то в число послуг пропонованих похоронним бюро можуть входити: отримання тіла в морзі, продаж труни і аксесуарів, надання ритуальних послуг, транспортування тіла, кремація / розвіювання праху покійного, риття могили і власне поховання, організація та проведення поховання в цілому, виготовлення і установка пам'ятників, облаштування поховань, оформлення матеріальної допомоги та необхідних документів і інші супутні послуги. Якщо у ритуальної служби є власний морг, то до послуг, так само додаються: зберігання тіла покійного, підготовка тіла до прощання (включаючи миття, одягання, гоління, гримування). Переважна більшість ритуальних служб власного моргу не мають.
Існують так звані соціальні похорони, які включають в себе лише транспортування, надання труни і місця поховання. Такі «бюджетні» соціальні похорони здійснюють муніципальні підприємства, як правило для незатребуваних тіл або для найбідніших верств населення. Даний вид похорону оплачується за рахунок муніципалітету. Інші похорон здійснюються за рахунок рідних і близьких померлого.
Психологи стверджують, що людина, яка працює в похоронній галузі при спілкуванні з клієнтом повинен щиро співпереживати горю, в той же час він повинен діяти в максимально повній відповідності з бажаннями родичів покійного. Спеціальних навчальних закладів для підготовки співробітників бюро ніде не готують, основи своєї справи вони осягають через особистий досвід, збираючи по крихтах все, що може стати в нагоді в роботі, відвідуючи виставки похоронної справи, вивчаючи літературу, зарубіжний досвід.
Існує Всесвітня Федерація Похоронних виконавців (FIAT-IFTA). 